# Beauchêne (Orne)
Beauchêne foi uma comuna francesa na região administrativa da Normandia, no departamento Orne. Estendia-se por uma área de 10,65 km². Em 2010 a comuna tinha 246 habitantes (densidade: 23,1 hab./km²).
Em 1 de janeiro de 2015, passou a formar parte da nova comuna de Tinchebray-Bocage.